# 卡亞 (莫桑比克)
卡亞（Caia）是東非國家莫桑比克的城鎮，由索法拉省負責管轄，位於尚比西河南岸，該鎮和鄰近地區的愛滋病案例不斷上升，接受國家和外國的援助，鎮上有機場設施。

## 外部連結
- project information from WSP Group[永久]

17°50′S 35°20′E / 17.833°S 35.333°E